# Nancy Makokha Baraza
Nancy Makokha Barasa (sinh năm 1957 tại quận Bungoma, Tây Kenya) là cựu thẩm phán Kenya. Bà là Phó Chánh án đầu tiên của Kenya và là thành viên của tòa án tối cao đầu tiên của Kenya sau khi ban hành Hiến pháp 2010. Bà đã phục vụ tại tòa án từ tháng 6 năm 2011 đến khi bị đình chỉ vào tháng 1 năm 2012 và sau đó từ chức vào ngày 18 tháng 10 năm 2012. Bà được bổ nhiệm vào Ủy ban Cải cách Luật pháp Kenya năm 2008 với nhiệm kỳ ba năm, làm phó chủ tịch cho đến khi được bổ nhiệm làm phó CJ. Đầu năm 2010, bà được bầu làm chủ tịch Ủy ban Khiếu nại và Đạo đức của Hội đồng Truyền thông Kenya.

## Liên đoàn luật sư phụ nữ Kenya
bà là cựu chủ tịch của chương Kenya của Liên đoàn Luật sư Phụ nữ (FIDA), một nhóm được biết đến với sự ủng hộ mạnh mẽ của dân chủ, quyền của phụ nữ và trẻ em.

## Ủy ban đánh giá Kenya
bà phục vụ trong Ủy ban đánh giá ban đầu của Hiến pháp Kenya của Yash Pal Ghai, nơi sản xuất bản dự thảo hiến pháp Bomas, một tài liệu phục vụ như một trong những dự thảo tham khảo cho hiến pháp được thông qua năm 2010.

## Bổ nhiệm làm Phó Chánh án
Ủy ban Dịch vụ Tư pháp đã thực hiện các cuộc phỏng vấn công khai cho các vị trí Chánh án và Phó Chánh án vào tháng 5 năm 2011. Ủy ban đã đề cử luật sư Willy Munyoki Mutunga và Nancy Baraza cho các vị trí Chánh án và Phó Chánh án của Kenya. Những cái tên được chuyển đến Tổng thống Mwai Kibaki, người sau đó đệ trình chúng lên Quốc hội sau khi tham khảo ý kiến của Thủ tướng Raila Odinga  nơi chúng được chấp thuận.

## Đại học Nairobi
Bà Nancy Baraza lấy bằng Tiến sĩ Luật tại Đại học Nairobi năm 2016. Bà cũng là giảng viên cao cấp và Chủ tịch của khoa Luật công, tại Trường Luật, Đại học Nairobi. Bà dạy luật gia đình, nền tảng xã hội của pháp luật và phát triển, luật học và tiếp cận công lý.

## Sự cố chợ quê Baraza-Kerubo
Vào tháng 1 năm 2012, Ủy ban Dịch vụ Tư pháp đã thành lập một tiểu ban để điều tra các báo cáo  rằng Phó Chánh án Nancy Baraza đã tấn công một nữ nhân viên bảo vệ tại trung tâm mua sắm Village Market vào ngày 31 tháng 12 năm 2011. cho Tổng thống Mwai Kibaki và yêu cầu Tổng thống chỉ định một tòa án để điều tra hành vi của bà phù hợp với Điều 168 (4) của Hiến pháp. Sau khi bị đình chỉ, một ủy ban được thành lập để điều tra hành vi của bà đề nghị bà rời khỏi văn phòng. Vào ngày 18 tháng 10, sau đó bà đã từ chức sau khi rút đơn kháng cáo của tòa án tối cao về phán quyết của tòa án.